# La Grange, Quận Walworth, Wisconsin
La Grange là một thị trấn thuộc quận Walworth, tiểu bang Wisconsin, Hoa Kỳ. Năm 2010, dân số của thị trấn này là 2.377 người.